# Power Pro GB
Power Pro GB (パワプロGB Pawa Puro GB?) es un videojuego de béisbol para Game Boy, fue desarrollado y publicado por Konami Computer Entertainment Nagoya en 26 de marzo de 1998, exclusivamente en Japón. Es parte de la serie Jikkyō Powerful Pro Yakyū, y fue el primer juego para el Portátil de Nintendo.
- Datos: Q20995182